# 賈瑚
賈瑚（?—?），字小樵、一字殷六，號小樵，山西省解州直隸州夏縣人，清朝政治人物、進士出身。

## 生平
咸豐九年，登進士，改庶吉士。次年改翰林院編修。咸豐十一年，任湖北學政。同治八年，任江南道御史，后改掌雲南道監察御史、山東登州府知府。